# THOUSAND EYES
THOUSAND EYES（サウザンド・アイズ）は、日本のメロディックデスメタルバンド。2011年、LIGHTNINGのギタリストであるKOUTAが、旧友であるAFTERZEROのヴォーカリストDOUGENと再会したことにより、2人のプロジェクトとして結成。2012年にYOUTHQUAKE/VOLCANOのベーシスト、AKIRAが加入。その他メンバーを従えて本格的にバンドとして活動を開始した。

## 音楽的特徴
- アーチ・エネミーやイン・フレイムスと言ったバンドに代表される、攻撃的なリフワークと叙情的なギターメロディの対比が特徴の典型的なメロディックデスメタルスタイルだが、KOUTAの強烈な泣きのギターとDOUGENの単なるデス声だけに留まらない表情豊かなヴォーカルスタイルが、 その存在を個性的なものにしている。[独自研究?]

## 略歴
2013年、1stアルバム『BLOODY EMPIRE』をスピリチュアル・ビーストよりリリース。全国4都市を回るツアー「BLOODY EMPIRE TOUR 2013」を行う。ツアー初日となる東京公演はTHOUSAND EYESの1stライヴでもあったが、チケットはソールドアウトとなる。ツアー終了後、ドラマーのJUHKIが他の活動に専念するためバンドを離れることとなり、後任としてFUMIYAが加入。FUMIYA加入後初となるライヴ"JAPANESE ASSAULT FEST 13"へ出演し、GIRLSCHOOL、VEKTOR、UNITED、AIR RAIDと共演。
2015年、2ndアルバム『ENDLESS NIGHTMARE』をリリース。2018年、3rdアルバム『DAY OF SALVATION』を自主レーベルのBloody Empireよりリリース。2019年1月に、FUMIYAが脱退。3月にFUMIYAの後任としてYU-TO (Dr)が加入した。

## バンド名の由来
バンド名に深い意味は無いが、KOUTAがDEATHの曲「1,000 Eyes」が好きであったこと、語呂の良さが良いということでTHOUSAND EYESとなった。

## メンバー
- KOUTA - ギター、リーダー兼メインソングライター

（ex.LIGHTNING）
- DOUGEN - ボーカル

（AFTERZERO、UNDEAD CORPORATION）
- AKIRA - ベース

（ex.YOUTHQUAKE、VOLCANO）
- TORU - ギター

（TEARS OF TRAGEDY）
- YU-TO - ドラムス

（UNDEAD CORPORATION、ex.Death I Am、Infernal Revulsion、Infected Malignity）

## 旧メンバー
- JUHKI - ドラムス（2012-2013）
- FUMIYA[注釈 1] - ドラムス（2013-2019）

（UNDEAD CORPORATION、Unlucky Morpheus、GALNERYUS、Grace period、YUHKINEN）

## ディスコグラフィー
- 2013年3月13日　BLOODY EMPIRE (ブラッディ・エンパイア)
- 2015年9月16日　ENDLESS NIGHTMARE (エンドレス・ナイトメア)
- 2018年2月21日　DAY OF SALVATION (デイ・オブ・サルヴェイション)
- 2022年7月20日　BETRAYER (ビトレイヤー)